# Pezza delle Monache Centrale
Pezza delle Monache Centrale è una frazione del comune di Villa Castelli in provincia di Brindisi. 
Dista 500 metri dalla frazione di San Barbato Lamie, 2 km dal capoluogo comunale e 3 km dal comune di Grottaglie in provincia di Taranto.

## Luoghi d'interesse
- Cappella Vecchia, struttura votiva rurale risalente alla seconda metà dell'Ottocento.
- Centrale idroelettrica, struttura di produzione energetica degli anni 20. oggetto di archeologia industriale.
- sito archeologico di Pezza Petrosa.

## Economia
la frazione è sede dell'area artigianale di Villa Castelli, in agricoltura è praticata la coltivazione intensiva di olivo e vite.